# Lovefool
Singles de The Cardigans
Hey! Get Out of My Way
(1995) Been It
(1996)
Lovefool est un single interprété par le groupe The Cardigans et écrit par Peter Svensson et Nina Persson. Sortie le 14 septembre 1996 sur le label discographique Stockholm Records, la chanson est extraite de l'album First Band on the Moon (1996).
La chanson a été sélectionnée dans la bande originale de Roméo + Juliette (1996).
En 2020, la chanson a été reprise par le duo de musique électronique allemand Twocolors.

## Classements et certifications
| Classement (1996)                  | Meilleure position |
| ---------------------------------- | ------------------ |
| Europe (Eurochart Hot 100)         | 50                 |
| Finlande (Suomen virallinen lista) | 5                  |
| Irlande (Irish Singles Chart)      | 11                 |
| Islande (Íslenski listinn)         | 10                 |
| Suède (Sverigetopplistan)          | 15                 |
| Écosse (OCC)                       | 22                 |
| Royaume-Uni (UK Singles Chart)     | 21                 |

| Classement (1997)                       | Meilleure position |
| --------------------------------------- | ------------------ |
| Allemagne (GfK Entertainment)           | 6                  |
| Australie (ARIA)                        | 11                 |
| Autriche (Ö3 Austria Top 40)            | 7                  |
| Belgique (Flandre Ultratop 50 Singles)  | 16                 |
| Belgique (Wallonie Ultratop 50 Singles) | 30                 |
| Canada (Top Singles)                    | 3                  |
| Canada (Adult Contemporary Tracks)      | 12                 |
| Canada (Rock/Alternative)               | 4                  |
| Écosse (OCC)                            | 1                  |
| États-Unis (Adult Contemporary)         | 23                 |
| États-Unis (Adult Pop Songs)            | 2                  |
| États-Unis (Alternative Songs)          | 9                  |
| États-Unis (Dance Club Songs)           | 5                  |
| États-Unis (Hot Dance Singles Sales)    | 24                 |
| États-Unis (Pop Airplay)                | 1                  |
| États-Unis (Radio Songs)                | 2                  |
| États-Unis (Rhythmic Songs)             | 18                 |
| Europe (Eurochart Hot 100)              | 7                  |
| France (SNEP)                           | 31                 |
| Hongrie (Mahasz)                        | 5                  |
| Irlande (Irish Singles Chart)           | 13                 |
| Nouvelle-Zélande (RMNZ)                 | 1                  |
| Pays-Bas (Nederlandse Top 40)           | 24                 |
| Pays-Bas (Single Top 100)               | 21                 |
| Royaume-Uni (UK Singles Chart)          | 2                  |
| Suisse (Schweizer Hitparade)            | 22                 |

| Classement (1996)                  | Position |
| ---------------------------------- | -------- |
| Islande (Íslenski Listinn Topp 40) | 53       |
| Suède (Sverigetopplistan)          | 60       |

| Classement (1997)              | Position |
| ------------------------------ | -------- |
| Allemagne (GfK Entertainment)  | 33       |
| Australie (ARIA)               | 52       |
| Canada (Top Singles)           | 31       |
| Canada (Adult Contemporary)    | 92       |
| Canada (Rock/Alternative)      | 47       |
| Europe (Eurochart Hot 100)     | 59       |
| Nouvelle-Zélande (RMNZ)        | 36       |
| Royaume-Uni (UK Singles Chart) | 31       |

| Classement             | Position |
| ---------------------- | -------- |
| États-Unis (Pop Songs) | 70       |

| Région                                                                                                 | Certification | Ventes/Streams |
| --- | ------------- | -------------- |
| Australie (ARIA)                                                                                       | Or            | 35 000^        |
| Nouvelle-Zélande (RMNZ)                                                                                | Or            | 5 000*         |
| Royaume-Uni (BPI)                                                                                      | Or            | 400 000^       |
| *Ventes selon la certification ^Mise en rayon selon la certification xNon précisé par la certification |               |                |

## Version de Twocolors
Singles de Twocolors
Chasing Waves
(2020)
Clip vidéo
[vidéo] « Lovefool », sur YouTube
Le duo musical de musique électronique allemand Twocolors a repris la chanson Lovefool. Cette version est sortie en single le 7 mai 2020. Elle s'est classé en Allemagne et dans de nombreux autres classements européens. Il a dominé les classements en Pologne et a obtenu un grand succès dans les pays post-soviétiques, notamment en Russie et en Ukraine.
Une version de la chanson mettant en vedette la chanteuse américaine Pia Mia est sortie le 12 novembre 2020.

### Classements et certifications
| Classement (2020)                       | Meilleure position |
| --------------------------------------- | ------------------ |
| Allemagne (GfK Entertainment)           | 11                 |
| Allemagne (Top 20 Dance)                | 3                  |
| Autriche (Ö3 Austria Top 40)            | 10                 |
| Belgique (Flandre Ultratop 50 Dance)    | 29                 |
| Belgique (Wallonie Ultratop 50 Singles) | 38                 |
| Belgique (Wallonie Ultratop 50 Dance)   | 5                  |
| Belgique (Wallonie Ultratop 50 Airplay) | 33                 |
| Bulgarie (Prophon)                      | 2                  |
| CEI (Tophit)                            | 1                  |
| Croatie (HRT)                           | 16                 |
| Estonie (Eesti Tipp-40)                 | 23                 |
| États-Unis (Hot Dance/Electronic Songs) | 17                 |
| Finlande (Suomen virallinen lista)      | 10                 |
| France (SNEP)                           | 52                 |
| France (SNEP Radio)                     | 16                 |
| France (SNEP Ventes)                    | 77                 |
| Hongrie (Rádiós Top 40)                 | 13                 |
| Hongrie (Single Top 40)                 | 17                 |
| Hongrie (Stream Top 40)                 | 23                 |
| Lituanie (AGATA)                        | 53                 |
| Pologne (ZPAV)                          | 1                  |
| Royaume-Uni (UK Dance Chart)            | 40                 |
| Russie (Tophit Radio Top 100)           | 1                  |
| Serbie (Radiomonitor)                   | 16                 |
| Slovénie (SloTop50)                     | 5                  |
| Suisse (Schweizer Hitparade)            | 19                 |
| Ukraine (Tophit Radio Top 100)          | 1                  |

| Classement (2020)                       | Position |
| --------------------------------------- | -------- |
| Allemagne (GfK Entertainment)           | 28       |
| États-Unis (Hot Dance/Electronic Songs) | 97       |

#### Certifications
| Pays                                                             | Certification | Ventes certifiées |
| ---------------------------------------------------------------- | ------------- | ----------------- |
| Allemagne (BVMI)                                                 | Or            | 200 000*          |
| Autriche (BVMI)                                                  | Or            | 15 000*           |
| Pologne (ZPAV)                                                   | Or            | 10 000*           |
| *Ventes selon la certification xNon précisé par la certification |               |                   |

## Utilisations
La chanson a été utilisée dans de nombreux films ou séries télévisées, ... :
- La chanson apparaît dans la série La Force du destin.
- La chanson apparaît dans le célèbre soap opéra Les Feux de l'amour.
- La chanson a été utilisée pour le film Roméo + Juliette.
- Le groupe est apparu en chantant cette chanson à la remise des diplômes de nos héros dans le dernier épisode de la saison 7 de Beverly Hills 90210 .
- La chanson apparaît dans la série Sunset Beach (série télévisée).
- La chanson apparaît dans la série Daria.
- La chanson a été utilisée pour le film Sexe Intentions.
- La chanson apparaît dans un épisode de la première saison de Nip/Tuck.
- La chanson apparaît dans le film documentaire Enron: The Smartest Guys in the Room.
- La chanson apparaît dans le 5e épisode de la saison 3 de la série américaine The Office.
- La chanson apparaît dans la première saison de la série Earl.
- La chanson apparaît dans le film comique Hot Fuzz
- La chanson apparaît dans la série Haven.
- La chanson est utilisée comme musique de pub pour la marque laitière française Elle & Vire entre 2012 à 2015.
- La chanson apparaît dans le 6e épisode de la saison 1 de la série Orphan Black.
- La chanson apparaît dans la mini-série House of Hancock.
- La chanson a été utilisée pour la publicité des nouilles Lucky Me aux Philippines en 2017.

## Samples et autres reprises
- Justin Bieber à interpolé le refrain de la chanson pour son tube de 2009 Love Me
- la chanteuse américaine Haley Reinhart l'a reprise en 2015 au sein du Scott Bradlee's Postmodern Jukebox[82].
- la chanteuse française Louane l'a interprétée en 2016 dans le cadre d'une campagne publicitaire de Maybelline[83].
- Claire Rosinkranz a interpolé le refrain de la chanson pour son single de 2021 Frankenstein.
- Lisa Mitchell